# Blues Traveler
I Blues Traveler sono un gruppo musicale statunitense formatosi a Princeton, New Jersey, nel 1987.

## Storia del gruppo
Il gruppo si è fatto conoscere a partire dal 1990, dopo il trasferimento a New York. In quell'anno hanno tenuto molti concerti e hanno pubblicato il loro eponimo album d'esordio.
Il disco che li ha consacrati è Four, il loro quarto album pubblicato nel 1994, che ha raggiunto la posizione numero 8 della Billboard 200 e che è stato certificato sei volte disco di platino dalla RIAA. Le canzoni più conosciute della band, ossia Hook e Run-Around sono presenti in questo album.
Alla morte di Bobby Sheehan, avvenuta per overdose nel 1999, il gruppo ha visto mutare la formazione.

## Stile musicale
Lo stile musicale del gruppo include un'ampia varietà di generi e in particolare di sfumature del rock: blues rock, folk rock, rock psichedelico, southern rock e anche soul.
Sono conosciuti ed apprezzati inoltre per il frequente utilizzo di "segue", ossia di brani continuati senza pause durante i concerti.
Insieme ai Phish sono considerati tra i grandi protagonisti del revival delle jam band degli anni novanta.

## Curiosità
- Compaiono in un cameo nel film Blues Brothers: Il mito continua.
- L'attore Charles Fleischer ha suonato l'armonica in alcune esibizioni del gruppo.
- Nel 1995 hanno inciso una cover di Imagine di John Lennon per l'album tributo Working Class Hero: A Tribute to John Lennon.

## Formazione

### Formazione attuale
- John Popper – voce (1987-presente)
- Chan Kinchla – chitarra (1987-presente)
- Brendan Hill – batteria (1987-presente)
- Tad Kinchla – basso (1999-presente)
- Ben Wilson – tastiera (1999-presente)

### Ex componenti
- Bobby Sheehan – basso (1987-1999)

## Discografia

### Album in studio
- 1990 – Blues Traveler
- 1991 – Travelers and Thieves
- 1993 – Save His Soul
- 1994 – Four
- 1997 – Straight On till Morning
- 2001 – Bridge
- 2003 – Truth Be Told
- 2005 – ¡Bastardos!
- 2007 – Cover Yourself
- 2008 – North Hollywood Shootout
- 2012 – Suzie Cracks the Whip
- 2015 – Blow Up the Moon
- 2018 - Hurry Up & Hang Around

### Album dal vivo
- 1996 – Live from the Fall
- 2002 – Live: What You and I Have Been Through
- 2004 – Live on the Rocks

### Raccolte
- 2002 – Travelogue: Blues Traveler Classics
- 2012 – 25
- 2013 – Icon

### EP
- 2006 – ¡Bastardos en Vivo!